# José Antonio Girón de Velasco
José Antonio Girón de Velasco (Herrera de Pisuerga, 28 de agosto de 1911-Fuengirola, 22 de agosto de 1995) fue un político español conocido por su papel durante la dictadura de Franco. Llegó a desempeñar la cartera ministerial de Trabajo entre 1941 y 1957. Además de sus altos puestos en el gobierno, fue miembro de distintos organismos, como el Consejo del Reino, el Consejo Nacional del Movimiento y procurador en las Cortes franquistas. 
Licenciado en Derecho por la Universidad de Valladolid, desde su juventud militó en organizaciones políticas de extrema derecha: miembro fundador de las Juntas de Ofensiva Nacional-Sindicalista (JONS), posteriormente se integraría en Falange y tomaría parte en la Guerra Civil. Tras el final de la contienda, con la instauración de la dictadura franquista, ocupó los cargos de delegado nacional de Excombatientes y ministro de Trabajo, convirtiéndose en uno de los principales jerarcas del régimen. Caído en desgracia tras la crisis de Gobierno de 1957, seguiría, sin embargo, teniendo una destacada presencia. Debido a su actividad empresarial en las urbanizaciones de la Costa del Sol, acabaría siendo conocido como el León de Fuengirola.
Todavía en las postrimerías del franquismo fue una figura emblemática del sector más radical del franquismo —el llamado búnker—, que se opuso a cualquier tipo de apertura durante los últimos estertores del régimen. Tras la muerte de Franco siguió teniendo un papel relevante en los círculos de la extrema derecha que propugnaban la materialización de un golpe de Estado contra el sistema democrático de la Transición y el regreso al régimen franquista.

## Biografía

### Juventud y primeros años
Nació el 28 de agosto de 1911 en Herrera de Pisuerga, en el seno de una familia acomodada. Realizó estudios de Derecho en la Universidad de Valladolid, época en la que se unió a las Juntas Castellanas de Actuación Hispánica (JCAH).
Tras un incidente con estudiantes izquierdistas fue expulsado de la Universidad de Valladolid. Finalmente terminó sus estudios y se licenció en 1932, aunque por la Universidad de Salamanca. Las JCAH, fundadas por Onésimo Redondo, se unieron al grupo encabezado por Ramiro Ledesma Ramos para acabar formando las Juntas de Ofensiva Nacional-Sindicalista (JONS); Girón de Velasco se afilió al nuevo partido en febrero de 1932. El partido se unió en 1934 con la Falange de José Antonio Primo de Rivera, dando lugar a la nueva Falange Española de las JONS. En estos años Girón de Velasco se configuró como un falangista violento. En abril de 1936, mientras se encontraba en San Sebastián, fue detenido por las autoridades republicanas.
En el momento de producirse el estallido de la Guerra Civil se encontraba internado en la prisión provincial de Valladolid, de donde fue liberado por los falangistas tras el triunfo de la sublevación militar en la ciudad. Nombrado jefe provincial de las milicias de Falange, el 21 de julio de 1936 marchó al frente del Alto de los Leones y participó en los combates. Además de organizar el envío de columnas hacia Madrid, durante este tiempo realizó labores políticas en la retaguardia. Junto a Luis González Vicén, lideró al núcleo de falangistas disidentes de Andrés Redondo —hermano de Onésimo Redondo y jefe provincial de Falange en Valladolid—. Tras acudir ambos —Redondo y Girón— ante Manuel Hedilla, este destituyó a Redondo como jefe provincial y en cambio nombró a Girón inspector territorial.

### Dictadura franquista
Tras el final de la contienda, el 21 de agosto de 1939 fue nombrado delegado nacional de Excombatientes de FET y de las JONS. Se mantuvo al frente de este puesto hasta 1954, cuando fue sustituido por Tomás García Rebull, futuro capitán general de Madrid. Llegó a estar enemistado durante el primer franquismo con el general Agustín Muñoz Grandes, a quien acusó de conspirar contra el régimen y quien a su vez consideraba a Girón un demagogo corrupto, aunque se reconciliaron en 1954. Considerado un falangista leal a Franco, y por recomendación de Ramón Serrano Suñer, en mayo de 1941 Franco le nombró ministro de Trabajo. En el contexto de la Segunda Guerra Mundial, algunos sectores falangistas llegaron a postular su nombre para ser comandante de la División Española de Voluntarios que iba a ser enviada a la Unión Soviética, si bien el mismo recaería finalmente en el general Muñoz Grandes. Cuando en noviembre de 1942 se produjo el desembarco aliado en el norte de África, Girón de Velasco fue uno de los ministros —junto a Carlos Asensio Cabanillas y José Luis Arrese— que manifestaron que aquel era el momento para que España entrase en guerra del lado de la Alemania nazi. Esto provocó un fuerte debate en el seno del Gobierno franquista, si bien finalmente no se produjo ninguna entrada en guerra.
Englobado dentro del grupo de falangistas «domesticados» —junto a José Luis Arrese o Manuel Valdés Larrañaga—, Girón logró retener sus puestos por mantenerse obediente ante el poder de Franco. En 1945, coincidiendo con la pérdida de protagonismo político de la Falange, Girón de Velasco retuvo su puesto en el Gobierno. En el ministerio contó con la estrecha colaboración del falangista Carlos Pinilla Turiño, al que ya había conocido en su etapa universitaria. Desde este puesto destacó la creación de universidades laborales, entre las cuales se encontraban las de Gijón, Córdoba, Sevilla, Zamora y Tarragona. Junto a esto, su otra actuación reseñable es la de potenciar un sistema de seguridad social, cuyos objetivos eran cubrir las situaciones de vejez, viudedad, orfandad, desempleo, jornada laboral reducida, vacaciones pagadas y una red de asistencia sanitaria con atenciones médicas y hospitalarias.  Antiguo miembro del grupo jonsista de Valladolid, Girón nombraría a Mercedes Sanz-Bachiller —viuda de Onésimo Redondo— vocal del consejo de administración del Instituto Nacional de Previsión y, posteriormente, jefa de la Obra sindical de Previsión Social.
Pese a estas medidas y a pesar de la represión del régimen en materia laboral, la década de los cincuenta no estuvo exenta de conflictividad social. En 1956, Girón, ante el temor de una repetición de la huelga de Barcelona de 1951, convocaría un urgente consejo de ministros con el fin de que el Gobierno aprobara una subida salarial del 23 %.[cita requerida] Tal como indica el hispanista Paul Preston en su obra Franco "Caudillo de España", estas medidas provocaron una fuerte discusión entre Girón y el ministro de Comercio, Manuel Arburúa, que argumentaba que la medida provocaría graves efectos inflacionistas (argumento que posteriormente fue confirmado).[cita requerida] A pesar de aprobarse esta subida, no fue suficiente para evitar una nueva escalada de huelgas, que comenzó en la industria zapatera de Pamplona, extendiéndose a la industria siderúrgica vasca y a la minería asturiana.
En 1957 sería cesado ante el creciente protagonismo de los tecnócratas en el régimen, que propugnaban la apertura económica de España y el final de las políticas económicas autárquicas. Poco después de su salida del gobierno, en junio de 1957 fue nombrado presidente de la empresa Butano, que se acababa de constituir. Retirado temporalmente de la arena política, se dedicó a sus negocios urbanísticos y turísticos en la Costa del Sol, siendo considerado uno de los promotores de la puesta en valor de aquella zona, en especial el municipio malagueño de Fuengirola, donde poseyó una vivienda a los pies del castillo Sohail. Durante su etapa en Málaga trabó amistad con el cónsul alemán Hans Hoffmann, un antiguo agente nazi, con el que desarrollaría diversos negocios inmobiliarios.
A pesar de su retiro, no se mantuvo completamente alejado de los círculos del poder. Por ejemplo, en estas fechas dio cierta protección al falangista diario SP, dirigido por Rodrigo Royo y que tenía una postura crítica con la línea oficial del régimen —especialmente contra los tecnócratas asociados al Opus Dei—. Así mismo, llegó a formar parte de los Círculos Doctrinales «José Antonio», junto a otros falangistas históricos como Raimundo Fernández-Cuesta o Agustín Aznar.

### Tardofranquismo
Durante el tardofranquismo, Girón volvió a cobrar cierto protagonismo. El 4 de mayo de 1972, durante un acto de excombatientes falangistas celebrado en Valladolid, dio un discurso ampliamente reproducido por la prensa franquista en el que venía a anunciar su regreso a la primera línea política. Estableció también relaciones cordiales con el activista neofascista italiano Stefano Delle Chiaie durante la estancia de este en España. A finales de 1973, tras el asesinato del presidente del Gobierno, almirante Luis Carrero Blanco, fue uno de los candidatos a suceder al fallecido almirante, junto con Torcuato Fernández-Miranda, Laureano López Rodó y Carlos Arias Navarro.[cita requerida] Fue elegido finalmente este último gracias al apoyo que tenía en la "camarilla de El Pardo".

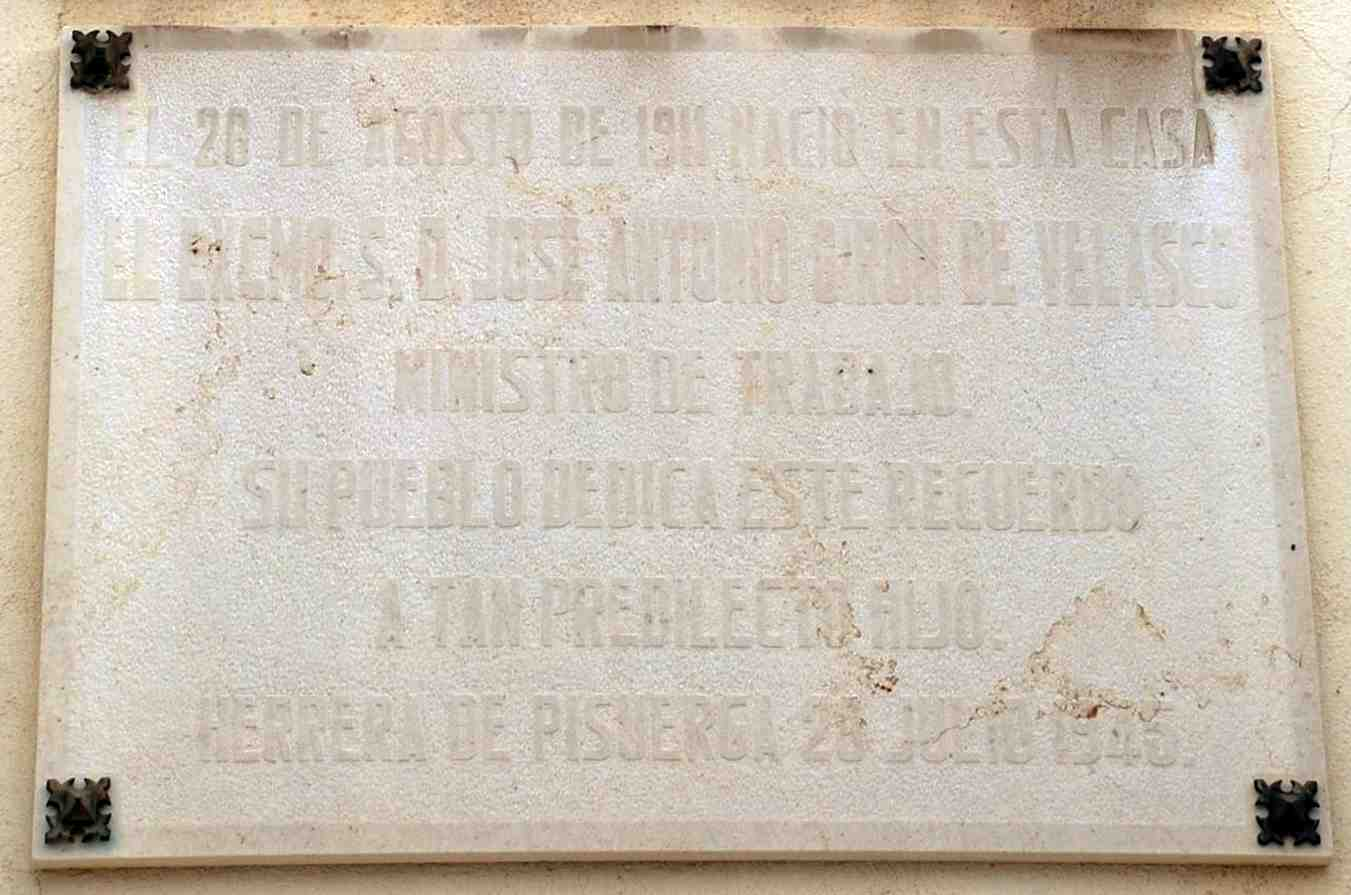
Placa conmemorativa en la casa natal de Girón de Velasco en Herrera de Pisuerga.

Girón durante el tardofranquismo fue firme partidario del búnker, junto con figuras como los generales «azules» Tomás García Rebull y Carlos Iniesta Cano. Este grupo, que tenía bastante influencia sobre Franco, pretendió frenar cualquier atisbo de reforma dentro del régimen. Tuvieron cierto éxito durante 1974, como el conocido gironazo, artículo que escribió Girón en el diario Arriba el 28 de abril, que consiguió movilizar a la extrema derecha en el que el León de Fuengirola denunciaba a los «falsos liberales infiltrados en la Administración y en las altas magistraturas del Estado» que «sueñan con que suene vergonzante la campanilla para la liquidación en almoneda» y que, de acuerdo con José Luis Rodríguez Jiménez, «rezumaba desconfianza» hacia la monarquía. Girón no fue desautorizado por Franco, ni tampoco destituido como miembro del Consejo Nacional del Movimiento.
A lo largo de 1974 y 1975 la extrema derecha buscó en repetidas ocasiones que Franco reasumiese todos sus poderes y nombrase a Girón de Velasco presidente del Gobierno, sin éxito. En este contexto de crisis interna del régimen, en noviembre de 1974 fue elegido presidente de la recién fundada Confederación Nacional de Excombatientes. Fue uno de los 59 procuradores de las Cortes franquistas que el 18 de noviembre de 1976, ya muerto el dictador, votaron en contra de la Ley para la Reforma Política que derogaba los Principios Fundamentales del Movimiento.

### Últimos años
En 1975 fue elegido vicepresidente del consejo de administración de la editorial Dyrsa —Diarios y Revistas S. A.—, empresa editora del diario El Alcázar. Con posterioridad, desde junio de 1976, ejerció como presidente del consejo de administración. Girón mantuvo una estrecha relación con El Alcázar, convertido en el órgano de expresión de la extrema derecha a pesar de sus frecuentes pérdidas económicas; de hecho, el propio Girón amortizaría parcialmente las pérdidas del diario. De cara a las elecciones de 1977 estaba previsto que la Confederación Nacional de Excombatientes de Girón se integrara en la Alianza Nacional «18 de Julio», coalición electoral que agrupaba a diversas fuerzas de extrema derecha; sin embargo, finalmente la Confederación de Excombatientes no se integró en la Alianza Nacional y solo ofrecieron un apoyo limitado. Para 1982 había amasado una fortuna personal que se acercaba a los quinientos millones de pesetas.
Falleció en Fuengirola el 22 de agosto de 1995, víctima de una embolia pulmonar. A su entierro en el cementerio de la ciudad asistieron el exteniente coronel Antonio Tejero Molina, condenado por la intentona golpista del 23 de febrero de 1981, los exministros Ramón Serrano Súñer y José Utrera Molina y la entonces alcaldesa de Fuengirola, Esperanza Oña.

## Obras
- —— (1975). Reflexiones sobre España. Barcelona: Editorial Planeta.[46]
- —— (1994). Si la memoria no me falla. Barcelona: Editorial Planeta.[47]

## Reconocimientos
- Medalla Militar Individual.[48]
- Gran Cruz (con distintivo blanco) de la Orden del Mérito Militar (1943)[49]
- Gran Cruz de la Orden Civil del Mérito Agrícola (1947)[50]
- Gran Cruz (con distintivo blanco) del Mérito naval (1947)[51]
- Medalla de Oro de la Mutualidad Escolar (1948)[52]
- Gran Cruz de la Orden Imperial del Yugo y las Flechas (1950)[53]
- Gran Cruz de la Orden Civil de Sanidad (1955)[54]
- Gran Cruz de la Real y Muy Distinguida Orden de Carlos III (1957)[55]
- Gran Collar de la Orden de Cisneros (1971)[56][c]

La Medalla de Oro al Mérito en el Trabajo, otorgada originalmente en 1944, le fue retirada el 27 de octubre de 2022.
En algunas localidades recibió diversos homenajes en forma de dedicatoria de calles, placas, etc., algunas de las cuales se están retirando en virtud de la Ley de Memoria Histórica.